# Seznam členů šestého Knesetu
Tento článek je seznam členů 6. Knesetu, který byl zvolen ve volbách v roce 1965, konkrétně 1. listopadu 1965. Jeho funkční období trvalo až do zvolení následujícího (sedmého) Knesetu v roce 1969.
120 členů šestého Knesetu bylo rozděleno podle stranické příslušnosti následovně:
- 45 mandátů Ma'arach
- 26 mandátů Gachal
- 11 mandátů Mafdal
- 10 mandátů Rafi
- 8 mandátů Mapam
- 5 mandátů Liberalim Acma'im
- 4 mandáty Agudat Jisra'el
- 3 mandáty Rakach
- 2 mandáty Kidma ve-pituach
- 2 mandáty Po'alej Agudat Jisra'el
- 2 mandáty Šituf ve-achva
- 1 mandát ha-Olam ha-ze-koach chadaš
- 1 mandát Maki

## Seznam poslanců
- poslanecký klub Ma'arach

Alon • Aloni • Aram • Aran • Bar'am • Barkat • Becker • Bibi • Biton • Cabari • Cadok • Cur • Dinstein • Eban • Eli'av • Eškol (pak Ankorin) • Fischer • Galili • Govrin • Gvati (pak Arbeli-Almozlino) • Hakohen • Haktin • Chasin • Jadlin • Ješa'jahu • Kargman • Karmel (pak Wertman) • Gavri'el Kohen • Menachem Kohen • Luz • Me'ir • Namir • Necer • Ofer • Osnija • Petel • Sadan (pak Golomb) • Sapir • Sardines • Sason • Šerf • Šitrit (pak Lin) • Šoreš • Uzan • Zar
- poslanecký klub Gachal

Abramov • Avni'el • Bader • Begin • Ben Eliezer • Goldstein • Jedid • Klinghoffer • Kohen-Meguri • Kremerman • Landau • Elijahu Meridor (pak Kohen-Cidon) (odešel do ha-Merkaz ha-chofši) • Ja'akov Meridor • Perlstein • Razi'el-Na'or • Rimalt • Sapir • Serlin • Stern • Šofman • Šostak (odešel do ha-Merkaz ha-chofši) • Josef Tamir • Šmu'el Tamir (odešel do ha-Merkaz ha-chofši) • Ti'ar (odešel do ha-Merkaz ha-chofši) • Uzi'el • Zimmerman
- poslanecký klub Mafdal

Šlomo Jisra'el Ben Me'ir  • Burg • Dani'el (pak Zo'arec) • Chazani • Levy • Rafa'el • Sanhadra'i • Šachor • Šapira • Unna • Warhaftig
- poslanecký klub Rafi

Almogi • Ben Gurion (odešel mezi nezařazené) • Ben Porat • Cur (pak Degani) • Dajan • Guez • Navon • Peres • Smilansky (pak Bahir) • Surkis
- poslanecký klub Mapam

Arazi • az-Zuabí • Chazan • Ja'ari • Peled • Rozen • Šem-Tov • Talmi
- poslanecký klub Liberalim acma'im

Jizhar Harari (odešel do Izr. strany práce) • Hausner • Kol (pak Golan) • Rosen (pak Eli'ad) • Ša'ari
- poslanecký klub Agudat Jisra'el

Gross • Levin • Lorinc • Poruš
- poslanecký klub Rakach

Habíbí • Túbí • Vilner
- poslanecký klub Kidma ve-pituach

az-Zuabí (sloučeno do Šituf ve-pituach, pak opět Kidma ve-pituach) • Nachla (sloučeno do Šituf ve-pituach,pak opět Kidma ve-pituach, pak Achva jehudit-aravit)
- poslanecký klub Po'alej Agudat Jisra'el

Kac (pak Verdiger) • Kahana
- poslanecký klub Šituf ve-achva

Muadí (sloučeno do Šituf ve-pituach, pak opět Šituf ve-achva, pak ha-Sia'a ha-druzit ha-jisra'elit) • Obejd (sloučeno do Šituf ve-pituach, pak opět Šituf ve-achva)
- poslanecký klub ha-Olam ha-ze-koach chadaš

Avnery
- poslanecký klub Maki

Mikunis
- poznámka:

abecední řazení, nikoliv podle pozice na kandidátní listině
Ma'arach dočasně splynula se Stranou práce, pak se znovu osamostatnila, Rafi dočasně splynula se Stranou práce, pak s Ma'arach, Mapam splynula s Ma'arach